# Charles Maunoir
Charles Jean Maunoir, född 1830 i Poggibonsi, död 1901 i Paris, var fransk geograf.
Maunoir var souschef vid franska krigsarkivets kartografiska avdelning, 1867-96 generalsekreterare i geografiska sällskapets i Paris centralutskott och redigerade sällskapets "Bulletin". I denna samt i "Journal des sciences militaires" och andra facktidskrifter publicerade han en mängd värdefulla uppsatser, särskilt rörande topografins historia. Han utgav även Rapports annuels sur les progrès de la géographie 1867-92 (tre band, 1895-98) och med Henri Duveyrier den nya följden av "Année géographique" (1878-80).

## Fotnoter
1. ↑  Léonoredatabasen, Frankrikes kulturministerium, Léonore-ID: LH//1799/16, läst: 9 oktober 2017.[källa från Wikidata]
2. ↑  Bruno Delmas & Rémi Mathis (red.), Annuaire prosopographique : la France savante, CTHS person-ID: 623, läst: 9 oktober 2017.[källa från Wikidata]
3. ↑  Bibliothèque nationale de France, BnF Catalogue général : öppen dataplattform, id-nummer i Frankrikes nationalbiblioteks katalog: 12171083t, läst: 10 oktober 2015.[källa från Wikidata]